# Chronologie de la télévision française des années 1930
 (mai 2025).
Si vous disposez d'ouvrages ou d'articles de référence ou si vous connaissez des sites web de qualité traitant du thème abordé ici, merci de compléter l'article en donnant les références utiles à sa vérifiabilité et en les liant à la section « Notes et références ».
Cette page présente une chronologie de la télévision française des années 1930. Elle rassemble les événements et les productions françaises ou étrangères (séries, feuilletons, émissions...) qui se sont montrés remarquables pour une raison ou une autre.
Les programmes cités ci-dessous sont indiqués suivant leur année d'apparition ou de première diffusion. Ils peuvent cependant apparaître une seconde fois, en certaines circonstances, comme le changement d'acteur principal pour une série, de présentateur pour une émission, avec indication de cette modification.

## Évènements notables
- 14 avril 1931 : la première démonstration publique de télévision en France.
- décembre 1931 : il réalise une l'émission expérimental en noir et blanc de 30 à 45 minutes.
- 1932 : Premier réseau de télévision française Paris-Télévision.
- 14 avril 1934 : Première retransmission expérimentale de la télévision entre la Compagnie des compteurs et l'École supérieure d'électricité par René Barthélemy
- novembre 1935 : Premiers programmes réguliers.
- Avril 1936 : Présentation du Visyodine, un poste récepteur de télévision en 180 lignes, réalisé par Marc Chauvierre et André Serf. L'image, qui mesure 6 centimètres sur 7, est observée à travers une loupe.